# Emma Cuno
Emma Cuno geb. Neustetel (* 14. Juli 1823 in Hanau; † 1904 in Überlingen) war eine deutsche Kinder- und Jugendschriftstellerin.

## Leben
Ihre Eltern waren der aus jüdischer Familie stammende Jurist Leopold Joseph Neustetel (1797–1825) und die 1821 in Hanau im jüdischen Ritus geehelichte, aus sehr vermögender Heidelberger jüdischer Familie stammende, Regine Julie geb. Zimmern (1800–1870). In dieser Verbindung wurde Emma sowie ihre Schwester Mathilde geboren. Wenige Jahre nach der Eheschließung erkrankte ihr Vater sehr schwer und verstarb sodann während eines Kuraufenthaltes in Nizza.
Daraufhin verlegte Regine Neustetel mit ihren beiden Kindern ihren Wohnsitz von Hanau nach Heidelberg, offenbar ins elterliche Haus. Hier begegnete sie dem jüdischen Institutsleiter Dr. phil. Salomon Theodor Jolberg (1800–1829), den sie am 16. November 1826 in Gemmingen ehelichte. Damit erhielt die kleine Emma mit ihrer Schwester einen Stiefvater. Die Familie nahm daraufhin ihren Wohnsitz in Stuttgart. Nicht lange nach der Eheschließung konvertierten Regine und Theodor Jolberg zum evangelischen Glauben, in dem nun auch Emma aufgezogen wurde. In der neuen Verbindung ihrer Mutter bekam diese noch zwei Kinder, die jedoch bald verstarben. Auf Grund des sehr früh erfolgenden Todes auch ihres zweiten Mannes zog Regine Jolberg mit ihren beiden kleinen Mädchen wieder nach Heidelberg, wo sie sich nur deren Aufziehung und der Pflege ihres alten Vaters widmete.
1840, Emma war nun schon 17 Jahre alt, zog die Familie nach Leutesheim, wo die sehr vermögende Mutter aus religiösem sowie sozialen Verantwortungsbewusstsein auf eigene Kosten eine Arbeitsschule und dann ein Mutterhaus für Kinderpflegerinnen gründete. Zum Umzug gezwungen wählte Regine Jolberg (nach kurzem Zwischenaufenthalt in Langenwinkel!) 1851 Nonnenweier als neue Heimat ihres evangelischen Diakonissenhauses, wo weiter unzählige Schwestern ausgebildet wurden.
Ob Emma diesen letzten Umzug mitmachte, ist unbekannt, da sie vermutlich zwischen kurz vor 1850 und 1860 den Wasserbauingenieur Eduard Heinrich Cuno (* 1818) geheiratet hatte. Mit diesem zog sie 1861 nach Torgau, wo er als Wasserbauinspektor wirkte. Da er sich nachweislich in das dortige städtische Leben sehr schnell völlig integrierte, ist das auch von seiner Frau Emma anzunehmen. 1870 wechselte Cuno, er war Geheimer Regierungs- und Baurat, von Torgau ins Rheinland, wo er mit seiner Frau Wiesbaden zum Wohnsitz wählte. Hier war er als Regierungsmitglied, Schöpfer der Rheinkorrekturen im Rheingau und bei der Kanalisierung des Mains tätig. Nach dem Tod ihres Mannes 1893 nahm Emma Cuno ihren Wohnsitz in Überlingen, in der Villa Bilfinger, wo sie letztlich verstarb.
Über Jahrzehnte hatte sie sich als religiös geprägte Kinder- und Jugendschriftstellerin, allerdings auch andere Texte betätigt. Von ihr lassen sich 120 Titel nachweisen, wovon allerdings der größte Teil in den in Lahr gedruckten "Nonnenweierer Kinderschriften" herauskamen. Diese dünne Heftreihe nutzt ihre Mutter Regine Jolberg zur Kontaktpflege mit auswärtigen Schwestern, denen sie immer die Hefte aus dem Mutterhaus Nonnenweier zuschicken ließ.

## Werke
- Thaurecht der Liebe an Israel (Karlsruhe, 1855).
- Das Missionswerk des Herrn an Israel (Karlsruhe, 1865).
- Erstlingsgaben. Eine Sammlung von Nonnenweierer Erzählungen (Barmen, 1870).
- Erinnerungsblätter aus Neuenahr (Mühlheim, 1872).
- Der Arbeiter ist seines Lohnes wert (Karlsruhe, 1876).
- Die gefundene Perle – Wahres und Erlebtes (Karlsruhe, 1878)
- Eduard Heinrich Cuno, Blicke in seine geistige Werkstätte" (Stuttgart, 1896).
- Blüten die nicht verwelken (Kinderschrift, 1919).
- Ein Weihnachtsfest auf Schaumburg (1922).